# 31 Samodzielna Kompania Czołgów Rozpoznawczych

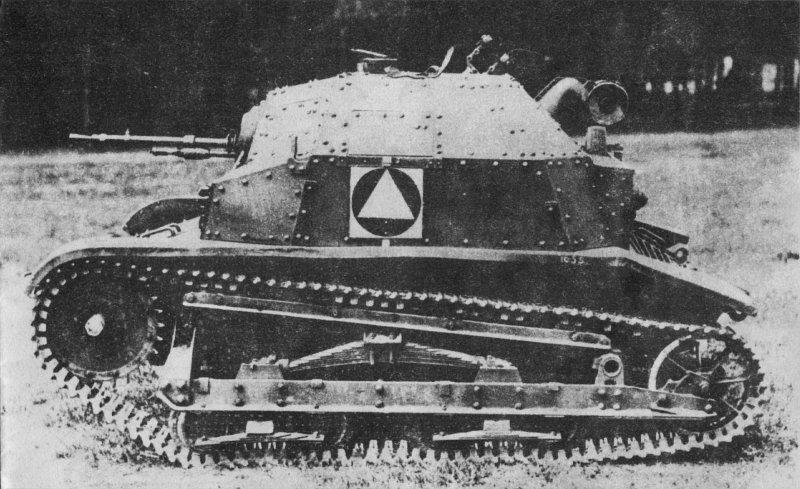
TKS -czołg podstawowy kompanii

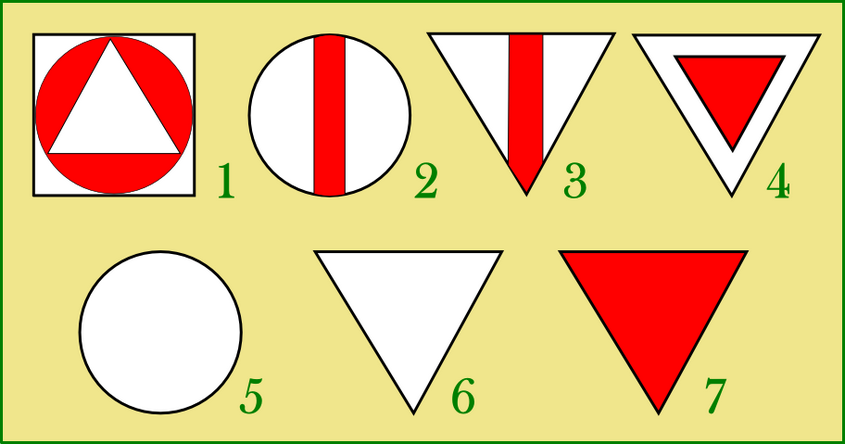
Znaki taktyczne malowane na czołgach lekkich i rozpoznawczych

31 Samodzielna Kompania Czołgów Rozpoznawczych – pancerny pododdział rozpoznawczy Wojska Polskiego II Rzeczypospolitej.
Kompania nie występowała w pokojowej organizacji wojska. Została sformowana w dniach 24–25 sierpnia 1939 roku w Grodnie w grupie jednostek oznaczonych kolorem żółtym z przeznaczeniem dla Armii „Poznań”. Podporządkowana następnie 25 Dywizji Piechoty. Jednostką mobilizującą był 7 batalion pancerny.
Na wyposażeniu posiadała 13 czołgów rozpoznawczych TKS.

## Walki kompanii
6 września o godz. 5.00 realizując rozkaz dowódcy 25 DP gen. bryg. Franciszka Altera prowadziła rozpoznanie kierunku Żeroniczki-Dobre. W trakcie rozpoznania w Żeroniczkach czołowy I pluton rozbił niemiecki pluton kolarzy. Następnie I pluton 31 skczr. wraz z plutonem konnym kompanii zwiadowców 29 pułku Strzelców Kaniowskich przeprowadził dwa natarcia na miasto Doba. II pluton zajmował obronę we wsi Żeroniczki. Po niepowodzeniu natarcia I pluton czołgów i zwiadowcy wycofali się do Żeroniczek. Przybyła tam też kompania zwiadowców 29 p SK, a także przysłana przez ppłk. Floriana Gryla kopnia zwiadowców 29 pSK oraz przysłana do opanowania wzmocniona kompania strzelecka 29 pSK. Na Żeroniczki zajęte przez dwie kompanie 29 pułku i 31 skczr. wykonały kontratak oddziały niemieckie, odparte z powodzeniem. Niemieckie kontrataki ponawiane do wieczora nie uzyskały powodzenia. 14 września kompania przeszła nad Słudwię i zatrzymała się w majątku Zarębów. Wieczorem działała w straży tylnej 25 Dywizji Piechoty. Rano osiągnęła drogę Sanniki – Sochaczew.

## Obsada personalna
Obsada w dniu 1 września 1939 roku:
- dowódca kompanii – kpt. Tadeusz Szałek
- dowódca 1 plutonu – ppor. rez. Józef Kaplinowski
- dowódca 2 plutonu – ppor. rez. Wacław Trzeciak
- dowódca plutonu techniczno–gospodarczego – chor. Alfred Zieliński

## Skład kompanii

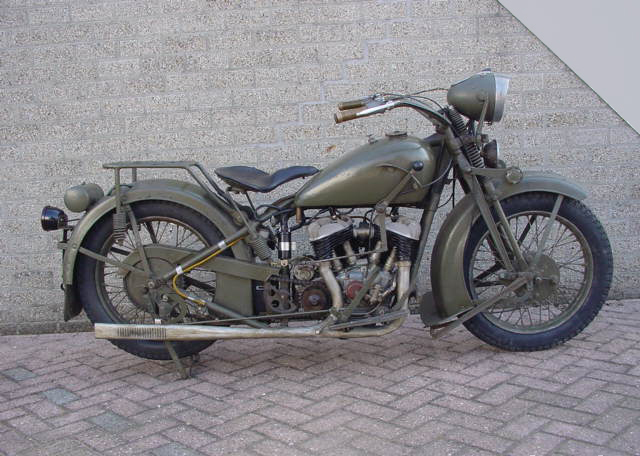
Motocykl Sokół 1000

Poczet dowódcy
- gońcy motocyklowi
- drużyna łączności
  - patrole:

radiotelegraficzny
łączności z lotnictwem
- sekcja pionierów

Razem w dowództwie
1 oficer, 7 podoficerów, 21 szeregowców;
1 czołg, 1 samochód osobowo terenowy, 2 samochody z radiostacjami N.2, furgonetka, 4 motocykle.
2 x pluton czołgów
1 oficer, 7 podoficerów, 7 szeregowców
6 czołgów, 1 motocykl, przyczepa towarzysząca
pluton techniczno – gospodarczy
- drużyna techniczna
- drużyna gospodarcza
- załogi zapasowe
- tabor

Razem w plutonie
1 oficer, 13 podoficerów, 18 szeregowców
5 samochodów ciężarowych, samochód-warsztat, cysterna, 1 motocykl, transporter czołgów, 2 przyczepy na paliwo, kuchnia polowa